# David Crinitus z Hlavačova

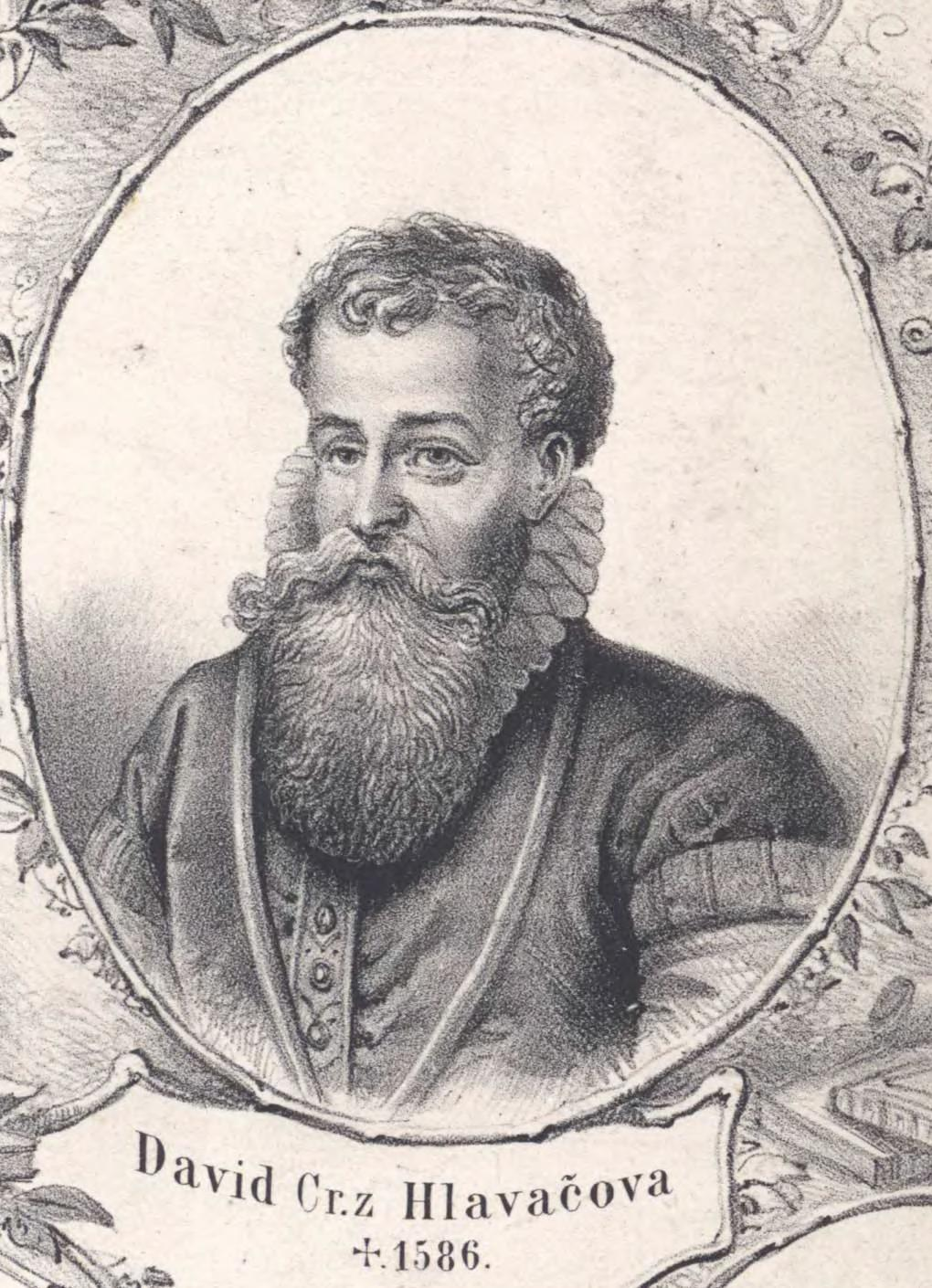
David Crinitus z Hlavačova

David Crinitus z Hlavačova (* 1531 in  Nepomuk; † -1586 in Rakovník) war ein tschechischer Schriftsteller und neulateinischer Dichter. Von Beruf Ratsschreiber in Rakovník wurde er 1562 in den Adelsstand erhoben.

## Werke

### Gedichte
- Fundationes et origines praecipuarum regni Bohemiae eidemque adiunctarum aliquot urbium – Abstammung wichtigster böhmischer Städte

### Paraphrasen
- Psalmi regii vatis in odas redacti
- Canticum canticorum
- Vita Christi

### Tschechisch–Lateinische Werke
- Hortulus animae (Seelengärtlein) – ins tschechische übersetzte lateinische und deutsche Gedichte zu den Evangelien
- Pietalis puerilis initia (Kindlicher Glaube) – lateinische und böhmische Glaubenslieder